# Bunodeopsis australis
Bunodeopsis australis is een zeeanemonensoort uit de familie Boloceroididae.
Bunodeopsis australis is voor het eerst wetenschappelijk beschreven door Haddon in 1898.